# 国分太一 Radio Box
『国分太一 Radio Box』（こくぶんたいち レディオ ボックス）は、JFNC制作、一部のJFN系列局で2001年4月から2025年6月まで放送されていた日本のラジオ番組である。放送基準日は毎週金曜 21:00 - 21:55。番組の略称は「レディボ」。

## 略歴
1995年3月1日、TOKYO FMとJFN系列の新たな深夜番組として『G1 Grouper』が開始し、97年3月まで2年間、水曜深夜に『国分太一のG1 Grouper』を担当。
その後2年のブランクを経て、99年4月に『ラジオ黄金時代』がスタートし、水曜深夜25時台に『TOKIO 国分太一のラジオ黄金時代 Radio Box』を生放送で担当。番組名は公募によるものであり、正式決定までは『TOKIO 国分太一のラジオ黄金時代』として放送されていた。
2001年4月に55分の番組として独立し現在の形となった。

### 国分の不祥事発覚、番組終了へ
2025年6月20日、番組パーソナリティの国分太一に複数のコンプライアンス違反が見受けられたことを理由に、無期限活動休止の発表を受け同日以降の放送を休止し『Everlasting Music』に差し替えられた。
その後、同月25日にAudee内番組サイトで正式に番組の終了が告知され24年（『G1 Grouper』及び『ラジオ黄金時代』の時代も含めれば30年）の歴史に幕を下ろした。

## 特徴
国分太一（以下、太一）がパーソナリティを務めるラジオ番組で、太一によるトークをはじめ、各コーナーではリスナーからのネタを募集、紹介していた。全国規模のFMラジオ番組では数少ない「ハガキ職人」(メール職人) からのネタ投稿が中心となっている。
番組は、オープニングトーク（「空前の○○ブーム」という言い回しが多用される）と、概ね5 - 10分ほどのコーナー2・3種類とスタッフの厳選した最新の話題曲（ときどき懐かしの海外アーティストのハードロックが流れる）で進行され、エンディングにはTOKIOの楽曲「GREEN」のカラオケ版をBGMに、リスナーへのお知らせやまとめのトークをする。エンディングトークは、“安定のグダグダ”となっているが、多少反省のコメントをすることもあった。
「受験生を応援している」としているが、番組内容がかけ離れていたこともあり、「本当に応援しているのか?」といった内容の苦情のメールもたまに紹介されていた。そのため、受験シーズンになると、コーナー間のジングルで、太一からの受験生に向けた応援メッセージを流している。
リスナーから送られてくるネタは、コーナー本来の趣旨からやや脱線して笑いを狙ったものや下ネタがほとんどだったが、2023年現在では、下ネタが減少しているかわりに中高年（特に太一や構成作家の永田）を狙った懐かしいネタが増える傾向にある。このことは、2023年3月放送の「世界からの普通のお便り」でも触れられ、作家によると、「それぞれの時代でコンプラや世論を意識して減少傾向にあることは致し方ない」とのこと。それを意識しすぎた太一は、「せっかくの下ネタに非常にふんわりした返ししかできない」と語っていた。
優秀なネタにはステッカーが送られる他、2003年からは年末に「Radio Boxアウォーズ」と題した企画が行われている。その年に放送されたネタ投稿の中から優秀投稿を再度放送し、その中から各優秀作品賞を受賞したリスナーに、太一の私物品（帽子、サングラスや、柔軟材ダウニー、フィギュア、ウイニングイレブンシリーズなどのゲームソフト、身内の関連グッズなどと幅広い）が贈呈される。併せて、年間投稿採用数の上位5名を発表し、最多投稿採用者には『Radio Box大賞』として、欲しい賞品が太一の自腹でプレゼントされる (その際、受賞者と太一が電話を繋いでトークする)。また、6月には「Radio Boxアウォーズ中間報告」が放送され、上半期の投稿採用数上位10名が発表されるが、その際の賞品はない。
2016年分より年末ギリギリの回までが集計の対象となり、翌年の2月に集計結果が発表されるようになった。2020年分は、2021年2月になってもアウォーズ開催のアナウンスがなかったが、同年4月に行われた。コロナ禍の影響を考慮し、私物は封を開けていない新品の物に限るという縛りで持ち寄られた。
2014年3月、4年ぶりに番組のステッカーが刷新された。それから5年後、2019年8月時点でステッカーの在庫がかなり残っており、太一が「自分は所有するキャンプ道具にペタペタステッカーを貼りたいタイプだが、今、残っているステッカーは全然貼りたくない」と発言したこともあり、ステッカー放出強化月間が始まる。期間は当初、1か月間の予定だったが、放送1回につき平均5枚程度しかプレゼントできず、期間を延長した上で在庫を出し切った。
2020年6月、新型コロナウイルスによる影響で制作が遅れるアクシデントはあったものの、太一の知り合いのデザイナーに相談し、約10種類のアイデアを基に、3種類の新ステッカーが誕生した。この3種はいずれもキャンプをテーマにデザインされたものになっている。ただし、予算のオーバーにより耐水加工ができなかった。
そもそもの番組のコンセプトは「路地裏の小料理屋」であることを明かしている。

### 番組関係者
- 国分太一（TOKIO） - メインパーソナリティ。あのジャニーズ事務所を創立したジャニー喜多川に「喋りのプロ」と言わしめた、ジャニーズきっての切れ者。他、元SMAPの中居正広が「ダンスが上手いジャニーズメンバー」を問われた際、1位：少年隊の錦織一清、2位：20th Centuryの坂本昌行に続く3位に国分太一と言わしめた意外な結果に、人々は驚きの声を上げた。

地獄に興味があり、「鬼、海賊ときて、ついに次は地獄をテーマにしたコーナーをやりたい」と心の底から切に願っている。2017年、以上の空想世界にはまったく興味なしとのことだが、河童やツチノコの話題は依然として多い。また、2018年には恐竜に興味があることをのぞかせた。2019年以降はキャンプにハマっている。
斎藤清六、ポップコーン正一・正二、新崎人生など、令和の時代らしからぬ題材でトークを展開する様はもはや圧巻である。その一方で「あまりにも現代のことを知らなさすぎる」とのことから反省の色を見せることもある。
- 永田篤 - 構成作家。主に特徴的な笑い声を番組内の随所で響かせたり、ツッコミを入れたり、時には太一の掛け合い相手になったりし、一部は進行役として出演するコーナーもある。文化放送『レコメン!・木曜』にも登場。とある放送回では風邪の影響で太一の声がまったく出なかった際は、最初から最後までほぼ1人で進行したこともあった。番組内でも何度か紹介があったが、2023年7月31日に、初の執筆本「だから僕は、しゃべらない」をKADOKAWAより出版。2024年5月4日には太一社長が取り仕切るTOKIO-BAに初見参。着ていたベージュのTシャツを目印に、リスナーとの交流を深めた。いつもはパーカーを着ていることが多め。作家となる前のネタ職人であった時代に、ラジオネームはナイスガイを名乗っていた為、ガイさんと呼ばれる事も多い。三重県出身。
- 井出尚志 - もう一人の 構成作家。永田ほどではないが、太一に話を振られた際に声を聴くことができる。

彼女と原宿のパンケーキ店に並んだ過去の経験を番組内でうっかり喋ってしまい、いつまでもくどくどと蒸し返されて多少嫌気がさしているように見受けられ、それ以後はあまり自身のことを話していない。基本、白シャツにジーンズという出で立ちでスタジオにやって来る。静岡県出身。「俺がロックを流行らせる」のコーナーのネタ切れ時「井出がロックを流行らせる」の特別バージョンがあり(2024年6月)、自身が中学生の頃に聴いて衝撃を受けたU2を紹介した。
- タカギサン - 渋沢子 (後述) の後に番組に携わるAD。2023年3月最終日回放送分より見習いという形で番組に参加している。

#### 過去のスタッフ
- ササキ君 - 番組AD。番組中に生じた太一の疑問を永田が解決できなかった場合に、その場で調べて番組終了までに報告するので「検索くん」とも呼ばれた。番組開始当初はネット環境もなく、スタジオ内では調べられないことから、彼が調べたことをエンディングに挿入して解決していたことに由来する。他のラジオ番組では、オシャレな曲をかけるディレクターをしているとのこと。JFNC基準で2020年8月7日放送週を以て番組を卒業した。
- 渋沢子 - ササキ君の後に番組に携わるAD。2020年7月より見習いという形で番組に参加し、8月14日放送週より正式に引き継ぐ。現段階で20代女性ということらしい。かの偉人渋沢栄一の遠い親戚に当たるらしく、「シブ サワコ」と呼ばれている。一番好きな曲は、エアロスミスの「Walk This Way」。

## 放送内容
コーナー数が多く、せいぜい週に3つ（世界からの普通のお便りを含めれば4つ）が関の山であるため、どのコーナーも月1回程度の不定期放送である。新コーナーはおおむね7月の「RadioBoxアウォーズ中間発表」のタイミングで発表され、8月のタイミングで一部コーナーを終了させて開始させるパターンが定番化している。

### 番組終了時点で放送していたコーナー
世界からの普通のお便り（放送しない週は、太一のフリートーク）
世界中から送られてくるメールやFAX、はがきを紹介するコーナー。テーマはフリーだが、太一やジャニーズに関する質問が多い。採用者全員にステッカーが贈られる。
俺がロックを流行らせる（2022年4月 - ）
太一が1980年～1990年代の海外のロックを自信をもってリスナーに薦めるコーナー。スタッフから「どのくらいやりますか？」と聞かれ、太一が毎回やりたい旨を話すと、「2回くらいでいいんじゃないの？」と返された。
僕の私のボン・ジョヴィ（2023年2月 - ）
ボン・ジョヴィの目撃情報、ライブでの思い出、アルバムや曲に対する想い、愛を熱く語るコーナー。(と、表向きにはされているが「本気でやることによってあわよくば本人がフラッとスタジオに遊びにやって来ないかな」という裏設定がある。）もともとは「世界からの普通のお便り」に送られたメールから派生した即席コーナーだったが、それに便乗したリスナーが多少なりともいたため、正式なコーナーとして独立した。
このあとすぐ!
「○○シーンはこの後すぐ!」の形で、続きが見たくなるような煽りの文章を考えるコーナー。
ミスター・チャイルドさん（2013年2月 - ）
大人なのに、つい取ってしまう子供っぽい行動を送ってもらうコーナー。BGMはMr.Children「innocent world」をベンチャーズがカバーしたレア音源。
家族珍百景（2014年3月 - ）
家族にありがちな「珍百景」を送ってもらうコーナー。 書き出しは「◯◯珍百景」という形にする。
新アメとムチ（2016年9月 - ）
ご褒美と罰のたとえで言われる「アメとムチ」。しかし、つり合いがとれてないのでは？と考え、新しい現代の「アメとムチ」を考えてもらうコーナー。
Radio Box総選挙（2017年3月 - ）
「居酒屋で必ず頼むもの」「唐揚げでご飯食べられますか?」「白湯飲みますか?」などのテーマを毎回決めて集計し、ランキングを発表。このコーナーに送られたメールの中から抽選で10名に番組ステッカーが当たる。最近ではランキングの発表はなく、ただ単に番組サイドが聞いてみたいことを募集するコーナーとなっている。このコーナーは他のコーナー2つ分の時間を使って放送される（まれに例外がある）。
キング・オブ・恥ずかしい（2021年6月 - )
自分が考える、または経験した一番恥ずかしい瞬間を教えるコーナー。番組スタッフの恥ずかしい瞬間が番組内で話題になり、後日「世界からの普通のお便り」で特別に募集され、面白かったのでコーナーに発展した。
国分太一のこれでいいのだ（2021年8月 - ）
多様性が重視される世の中、「普通はこうだが、私はこうしている」という小さなこだわりを紹介するコーナー。
We Are ロックだゼ（2022年5月 - ）
アメリカンロックにハマり中の太一が、どうすればもっとロックが似合う男になるかを考えるコーナー。
いいね!欲しいね（2022年6月 - ）
国分になりきって、国分がTwitterでつぶやきそうなフレーズを書くコーナー。太一が気に入ったネタは「#RadioBox」のハッシュタグとともに実際にツイートされており、ネタ職人をはじめ多くのフォロワーから賛同を得ている。
チェンジ・ザ・ワード（2022年10月 - ）
普段口にしている言葉の、もっと良い言い方を考える。
国分太一迷信ボックス→迷信ボックス・Ｒ（2018年5月 - 2022年7月、2022年11月 - ）
「この番組は迷信しか発信していません」という番組中の発言を機に始まったコーナー。みんなが知っている迷信を送る。
第1シーズンが2022年7月に終了したが、リスナーから復活を希望するメールが多数あったため、コーナー名に「R」を付けて再登場。一度終了したコーナーがリスナーの声によって復活した一例となった。
ときめきスクラップ（2023年8月 - ）
AI師匠ことChatGPTが「この番組の人気コーナーは何か?」という質問に対して答えたコーナー名がそのまま新コーナーとして採用された。過去のときめいた瞬間や感動した話を振り返る。AIの予言を現実にすべく本気で人気コーナーを目指す。
なるほど・ザ・三選（2024年8月 - ）
いろんな三選を作ってもらおうというコーナー。裾野の広いコーナーであるので、割と自由に書いて送る。三選以外の五選・十選でも構わない。
ディスカバー・リポート2025（2025年5月 - ）
最近知って驚いたことを送ってきてもらうコーナー。
なぞなゾーン（2025年5月 - ）
みんなが知っているおもしろいなぞなぞを送ってもらうコーナー。答えもつける必要がある。放送中は、問題を読み上げる作家の永田以外の、スタジオに居る全員が答える権利があり、ボーナス付きのチャンス問題なども登場する予定である。

### 過去に放送していたコーナー
へい!お奉行（ - 2000年9月）
コーナータイトルに意味はなく、シュールな一言ネタを紹介するコーナー。
分さんの豆の木（ -?）
知っていてもあまり得しない豆知識を紹介するコーナー。タイトルの元ネタは西洋童話『ジャックと豆の木』。
Tシネマ（ -?）
太一が見た映画を語るコーナー。2002年2月には映画『ソウル』の宣伝で長瀬智也（TOKIO）が電話出演している。
俺モニ。（ -?）
「ミニモニ。ジャンケンぴょん!」「ミニモニ。テレフォン！リンリンリン」「ミニモニ。ひなまつり!」に続くミニモニ。の新曲タイトルを考えるコーナー。
構成作家永田のトレンディGOGO!（ -?）
構成作家永田のためのコーナー。
ナベ田恒雄（ -?）
財界（新聞業界）のドン・ナベ田恒雄の日常について考えるコーナー。
USOT!?ジャパン（ -?）
当時のTBSで太一が司会を務めていた、いわく付きのオカルト系番組『USO!?ジャパン』を元に生み出されたコーナー。同番組に出そうな超常現象等をリスナーに考えてもらう。
ジオン軍の休日（ - 2003年3月）
ガンダムのジオン軍の人が普段どんなことをしていたら面白いのか考えるコーナー。
ノラえもん（ - 2002年9月）
ノラえもんが道具を出すときの変な一言を考えるコーナー。
恋愛夏物語2003（2003年 - 2003年）
立ち直れないほど甘酸っぱいストーリーを紹介するコーナー。
TOKIO電力発電所（ - 2003年）
電力不足と言われる日本に、あり余るエネルギーを注ぎこんで電力を発生させようというコーナー。
恋愛妄想族（ - 2004年）
恋愛に関する勝手な妄想を考えるコーナー。
恋愛夏物語2004（2004年7月 - 2004年9月）
恋愛夏物語2003を2004年に復活させたコーナー。
北の92から（ - 2004年）
92個あったら嫌なものを考えてくるコーナー。タイトルをもじられた『北の国から』とは全く無関係。
グレイテスト・イレブン8（ - 2005年3月）
サッカーゲーム『ウイニングイレブン8』に導入されていると思われる新しい裏技を勝手に考えるコーナー。太一がウイニングイレブンのスタッフにこのコーナーのことを教えたところ、本気で番組収録に参加しようとしたらしい。
クイズ・ババンギダ（ - 2005年7月）
番組が予め指定した答えを面白くするような問題を考えるコーナー。コーナー名の由来は、太一が『ウイニングイレブン』で気に入っているサッカー選手の名前からとったものであるとされる。
そこでエンドロール（2005年3月 - 2005年11月）
オリジナルの物語に良いタイミングで「そこでエンドロール」と入れ、物語を落とすコーナー。「このあとすぐ!」の派生コーナー。
国分男塾（ - 2005年12月）
男気のある男とはどんな男かを考えるコーナー。ノットオンリーと同じようなコーナーと化したために終了した。
今夜もナイスショット（2005年9月 - 2006年2月）
ゴルフのティーショットのとき、上手く打てるという掛け声「チャー・シュー・メン」を別のものに変えてもらうコーナー。
俺Pod（2006年2月 - 2006年7月）
芸能人のiPodには何が入っているのか勝手に報告するコーナー。
国分龍・ドラゴン塾（2006年6月 - 2006年7月）
龍の生態を教えてもらうコーナー。天龍源一郎のテーマ「サンダーストーム」が流れていた。
あるR30（2005年2月 - 2006年10月）
今までに聞いたことの無いような、斬新な「あるあるネタ」を考えるコーナー。
構成作家永田の数えてきました（ - 2006年12月）
番組からリスナーに質問して、その回答をランキング形式で発表するコーナー。
脳内レポート2006（2006年6月 - 2007年1月）
とある人の頭の中はどんな考え事で占められているのかをレポートしてもらうコーナー。終了した理由は「2007年だから」である。ちなみに人の頭の中を複数の漢字で表すというサイト「脳内メーカー」がコーナー名の由来。
カナメンのつかみはOK!（2006年10月 -2007年2月）
ダンドリ。〜Dance☆Drill〜で共演した榮倉奈々が太一に「フアン・セバスティアン・ベロンって、アルゼンチンリーグに移籍したんですよね」と、明らかに興味の無いことで話を合わせようとしたというエピソードをきっかけに始まった、榮倉が太一と話を合わせるために言いそうな言葉を考えるコーナー。「カナメン」は榮倉演じる相川 要（あいかわ・かなめ）より。2007年1月の放送で実際に榮倉奈々が登場した際、本人がネタを読むというコラボレーションが実現し円満終了。
分さんの知恵の木
雑学、スポーツ、なぞなぞなどの問題を国分太一に出題し、答えさせるコーナー。
太一は永田がコーナー最後のメール募集にて「ジャンルは何でも結構です」という発言をしている時に「ジャンヌダルク」と言う。
一票さん（2006年9月 -2007年7月）
番組側が出したアンケートの問いで、回答が1票しか入らないだろうと思うものを考えるコーナー。タイトルは『一休さん』のモジリ。
するってぇと何かい?（2007年5月 - 2007年7月）
太一が主演した映画「しゃべれども しゃべれども」を応援するため、「するってぇと何かい？」の後に続く会話を考えるコーナー。「国分龍・ドラゴン塾」に続く短命コーナーであった。
警備員戦隊セキュリティ5 （2007年4月 - 2007年8月）
警備会社に勤める架空のヒーロー（特撮もの）を作るコーナー。太一が『仮面ライダー電王』の初回を見て感激してこのコーナーを作った。最終的に視聴率不振のために打ち切りというオチとともにコーナー終了。
国分マネー塾（2006年3月 - 2007年10月）
リスナーが実際に行っている節約術を紹介するコーナー。
岸田朝子のおいしゅうございました（2006年9月 - 2008年5月）
最後においしゅうございましたで答えるコーナー。
明日キスができたら（2004年10月 -？ ）
せっかく書いたのに渡せなかったラブレターや、好きな人に向けて書いたラブレターを紹介するコーナー。
メールを送ってきたリスナーは架空の学校である「明日キス学園」の生徒になり、好きな人とカップルになったリスナーは卒業生として扱われる。「明日キス学園」の校長は太一。
新明解！国分辞典（2007年8月 - 2009年1月）
さまざまな言葉を簡潔に説明した、新しい国語辞典を作るコーナー。ちなみにここでは「国分」を「こくぶ」と読む。三省堂の国語辞典『新明解国語辞典』が由来。
国分モテ女塾（2004年10月 - 2009年1月）
もてる女とはどんな女かを考えるコーナー。
国分男塾終了以来、国分男塾にあったようなネタが国分モテ女塾に流れていた。
国分・龍・ドラゴン塾2009（2009年2月 - 2009年6月）
リスナーが知っている龍の生態を教えてもらうコーナー。ディレクターの廣川がむりやり復活させた。そのため進退がかかっていた。また、このコーナーだけ廣川からプレゼント（アーティストのノベルティ）が貰える。冗談半分のつもりでやっていたら、とあるリスナー投稿者が本気で（架空生物としての）龍の生態を調べて送ってきたことがある。
三択王子（2007年8月 -2009年10月）
選択肢の中に仲間ハズレを一つ入れた三択クイズを考えるコーナー。
最近食べたおしゃれな食べ物（2010年4月）
リスナーからのメールにて生まれたコーナー。ただ、あまり面白いものが寄せられなかったためか一回のみ放送。しかも『世界からの普通のお便り』の中で紹介されただけだった。他には「ニーチェが言ってそうな言葉」や「虚無僧のカゴの中」という太一の思いつきで始まりそうだったコーナーがあるが、いずれも開始されず終わった。
東京ロマンス（2008年7月 -2010年8月）
東京のイメージを教えてもらうコーナー。ちなみに太一自身は東京都東村山市出身だが、当時、番組は東京では放送されていなかった。名前の通り、「東京ロマンス」のオフボーカル版がBGMだった。
オン塾（2009年9月 -2010年8月）
オン塾とは「女振りむき塾」の略。 どうすれば女性に振り向いてもらえるのか、その方法を考えるコーナー。BGMにCHAGE and ASKAの「SAY YES」が流れていたが短命で終わった。その理由は「リスナーに応援してもらえなかったから」。
国分・FM・DJ塾（2009年6月 -2011年2月）
AMっぽいと言われ続けてきた『Radio Box』を、どうすればFMっぽい番組になるか、アイディアを募集するコーナー。ネタの傾向としては、太一に対してのダメ出しやクレーム、FMのDJの悪口が寄せられていた。リスナーの意見により、太一自らがコーナーを打ち切った。
池上あきおのいい質問ですね！（2010年9月 - 2011年3月）
世の中のことをなんでもわかりやすく解説してくれる「池上あきお」さんが、思わず「いい質問ですね」と言ってしまうような質問を送ってもらうコーナー。「このあとすぐ!」に投稿されたネタがきっかけで誕生した。言葉の通り「いい質問ですね!」なネタが多く送られてきている。ネタ元・池上彰が、3月いっぱいでメディアへの露出休止を宣言したため終了。
受験川柳（2010年11月 - 2011年3月）
受験生のためのコーナー、受験勉強などで役立つことを川柳で送るコーナー。「受験シーズンが終わったから」という理由で終了となったが、コーナー復活も示唆した。
国分ワールドワイド塾（2011年4月 - 2011年8月）
国分太一が世界に打って出る方法を考えるコーナー。終了理由は「貯金が7京（円）になってしまったし、わざわざ世界へ出て行く必要がないと気づいた」から。オン塾以上の短命で終わった。
引いて広げて笑わせて（2010年6月 - 2011年8月）
国分太一に話してほしいことを、単語で送ってもらうコーナー。ボキャブラリーに若干疎い太一は、あまり乗り気ではない。答えがグダグダになってしまったため、「引いて答えて確かめて」というコーナーにバトンタッチ。うやむやな形で終わった。BGMは巨泉・前武のゲバゲバ90分!!のテーマ。
国分太一のキス恋ダイアリー（2009年2月 - 2011年8月）
リスナーの知っている「恋愛の教訓」を送ってもらうコーナー。特別企画「Radio Boxに問題アリ!」でリスナーに「恋愛のコーナーがない」と言われたため始まった。BGMはMAY'Sの「KISS ～恋におちて...冬～」。また、2009年4月にはMAY'Sのボーカル片桐舞子からの激励のコメントがOAされ、2009年9月と2010年2月にはゲスト出演した。まれに下ネタが入ってくる傾向にある。さらに、ネタに「真実の○○」というものが少なからず存在し、これに対して太一はほぼ毎回「真実って何なの?」と発言している。このコーナーに送られたメールによって、太一は「この番組がグダグダな番組である」ことに気付いた。末期はプロレスや野球などのスポーツネタや番組に対するダメ出しが中心になり、趣旨から外れぎみであったため、終了。なお、このコーナーのために作られたと思われる、片桐がささやく専用ジングルは不定期で使用されている。
オーバー60アンダー12（2008年7月 - 2011年9月）
60歳以上、または12歳以下のリスナーからのお便りを紹介するコーナー。その後趣旨が変わり「先生と呼ばれている人」など特定の条件を満たすリスナーからのメールを募集していた。しかし、条件を満たしている人がいないため、1通もメールが届かないことも増え、また、コーナーが増えたこともあり2011年9月で終了した。
塩になって考えよう（2011年8月 - 2012年8月）
あまりにも名前がひどい、使い方がひどいなどすべての生き物やモノからのクレームを書いてきてもらうコーナー。その内容に納得できたら太一が人間を代表して謝罪する。BGMはV6「WAになっておどろう」。「何だかんだ言って別に普通のことを言ってるだけでした」という理由でコーナー終了。
想い出は風に乗って（2010年11月 - 2012年8月）
次の世代に残したい懐かしい想い出を投稿するコーナー。コーナー整理のため終了したが、「受験川柳」同様、スペシャル企画での復活も示唆している。コーナー後は「懐かしい曲」を流すのが恒例。
オレたちゃ海賊エイエイオーッ！（2011年8月 - 2013年1月）
身近にある隠れた「お宝」を探すコーナー。空前の海賊ブームに乗っかって始まったコーナーのようである。これをやったら海賊、というようなニュアンスのネタもある。BGMは1971年公開の『どうぶつ宝島』挿入歌の「海賊のうた」。ときどき、太一の声をかき消すくらいBGMが大きくなる。「海賊が言いそうなこと」もリスナーから募集し、コーナー名を叫ぶ前にその言葉をまず全力でガナり、喉を枯らして冷静に始まるスタイルをとっていた。
新人アイドル養成所!太一っ子クラブ(2012年8月 - 2013年1月)
「いかにもアイドルらしい質問と答え」を考えるコーナー。「引いて答えて確かめて」同様、質問と答えをセットで書いてくるのが条件。BGMはアニメ「リルぷりっ」主題歌のリルぷりっ「リトル・ぷりんせす☆ぷりっ!」だが、太一やスタッフは当初何の曲か分かっていなかった。
らしくないじゃん（2012年8月 - 2013年7月）
「らしくないじゃん」に続く文章を考えるコーナー。「このあとすぐ!」に投稿されたネタがきっかけで誕生した。太一がネタを読んだ後、「らしくないじゃん」という女性の声が続くが、その声は放送作家の永田の知り合いの女性放送作家の声らしい。2パターン用意されている。
鬼に金棒（2011年4月 - 2013年7月）
ことわざ「鬼に金棒」以上の強い組み合わせを考えてもらうコーナー。番組内で「鬼ブーム」がきたことから始まったコーナーである。BGMはTBSの長寿ドラマ『渡る世間は鬼ばかり』のテーマ曲（作編曲は同作品の劇伴担当、羽田健太郎）。かなりの人気コーナーで、番組初投稿者がよくこのコーナーにネタを送っていた。終了理由は「『鬼に金棒』以上に強い組み合わせがないと判明した」から。
ズルい女（2010年8月 - 2014年2月）
さようならしたくなるようなズルい女を報告してもらうコーナー。BGMはシャ乱Qの「ズルい女」。分かりやすく共感を呼び、小学生に大人気のコーナーだったが、新コーナーが増えたことにより終了を迎える。
国分太一のおしゃれ発信基地（2013年8月 - 2014年2月）
あらゆる物のおしゃれな呼び方を送ってもらうコーナー。『サンダーバード』のテーマを使ったり、流行語大賞を狙おうという意味合いも含めた斬新なコーナーであった。番組で歌が流れている間の歓談中、作家たちの考えるおしゃれの基準とのギャップを面白がり、いずれ「おしゃれ履き違え基地」をやりたいという発言をもとに「新おしゃれ発信基地」という形で発進した。そのため、このコーナーは終了に追い込まれた。
学校ぜ行こうへ!（2008年2月 - 2014年9月）
学生リスナーに現代の学校事情を教えてもらうコーナー。テーマが毎回あり、エンディングや番組ホームページで告知している。構成作家永田が司会を務める。コーナータイトルは「学校へ行こうぜ!」の予定だったが、永田が初回のタイトルコールで「学校ぜ～」と噛んでしまったため、このタイトルとなった（メールを送ってくれたリスナーの中から、抽選で10名にステッカーをプレゼント）。
突っ込め!突っ込め!一文字突っ込め!（2009年2月 - 2014年9月）
ある言葉に「一文字」加えて、全く違う意味の言葉にするコーナー。BGMには初期のジブリ映画『となりのトトロ』主題歌「さんぽ」（井上あずみ）のアレンジバージョンを使用。
新・オシャレ発信基地（2014年3月 - 2014年12月）
あらゆるジャンルにおける、自分が思う「オシャレナンバー1」を教えてもらう。スーパー最強ナンバーワン伝説というコーナーに鞍替えするため、終了。
知らねーよ!!（2014年12月 - 2015年7月）
思わず知らねーよ!と言いたくなるような一言を送ってもらうコーナー。ネタの内容により、「知らねーよ!」の部分が変化する。気持ち良く「知らねーよ!」を引き出すことができれば、ステッカーが貰える。
雑学仕分け（2013年8月 - 2015年7月）
リスナーから送ってもらった知識を「雑学」か「常識」かに仕分けする。判定は太一が行う。
脳内ポップアップ（2015年7月 - 2016年7月）
あるフレーズや曲、単語を聞くと思わず頭に何かが浮かぶことを送ってもらうコーナー。
私立エスパー学園（2014年10月 - 2016年7月）
リスナーが持っている特殊な能力を教えてもらう。「特殊能力は、決して他人の迷惑にならないように使用して下さい」という締めの一言があった。
朝まで昔話（2015年7月 - 2016年7月）
昔話や童話への疑問・矛盾・情報などを送ってもらうコーナー。そのネタを元に討論する。
オレたちゃロッキー、エイ・ドリ・ア～ン!（2013年2月 - 2016年9月）
普段の生活の中で感じた、「勝利の瞬間」を教えてもらうコーナー。BGMは、ブロンソンズ with 東京スカパラダイスオーケストラの演奏する「ロッキーのテーマ（完コピ Version）」。
国分GO!（2016年9月 - 2016年12月）
どこかで何かを手に入れたことを書き、「どうなりましたか?」と尋ねるので、それに対しての答えも書く。『笑点』を意識したネタばかりになり、ポケモンGOブームの陰りと共にコーナーが終わる。
会社ぜ行こうへ!（2014年11月 - 2017年3月）
会社・職場に関するさまざまな疑問について、リスナーに答えてもらうコーナー。放送作家の永田が進行を務めるが、タイトルを読み上げる際、前コーナー「学校ぜ行こうへ」と何回も間違えている。
コロコロマカロン（2016年8月 - 2017年3月）
世の中の、かわいい～と言いたくなるものを募集。
地元からの手紙（2015年7月 - 2017年3月）
うちの地元に来たらここを見てよ!という、できるだけマイナーな地元自慢を送ってもらうコーナー。
引いて答えて確かめて（2011年8月 - 2017年7月）
最近の流行をクイズにして出題し、出題者（必ず年齢を明記する）が思う答えを募集する。出題者の考えた答えと太一の答えが一致すれば正解。2010年6月にスタートした「引いて広げて笑わせて」のコーナーがグダグダになったため、コーナーを変更する形でスタートした。司会は構成作家の永田。太一が「当たっても何もないし楽しくない」と駄々をこね、正解した場合はスタッフが自腹で用意した流行グッズをプレゼントする方式に切り替わったが、正解した頃には既に流行が去っているという、毒にも薬にもならない状況。結局、問題に答えられなかったり、逆にボケずに第一声で正解してしまったりと失態が続き、明らかに答えが分かるというチャンス回も導入されたが、太一の「全然楽しくない」という想いが強く終了に至る。
新一富士二鷹三茄子（2017年4月 - 2017年8月）
縁起の良いものを送ってもらい、最終的に『Radio Box』的一富士二鷹三茄子を決める。
全然コワくない、コワ～い話（2016年8月 - 2019年3月）
考えてみると、ある意味怖い話を送ってもらうコーナー。ネタを送る際は、カタカナの「コワバナ」と書いてもいい。
大人の流儀（2017年8月 - 2019年3月）
皆さんが実践している、カッコイイと思ってやっていることを教えてもらうコーナー。
一心同体、自然体（2014年3月 - 2019年7月）
自然体な人とはどんな人なのか考える。使用BGMは少女隊「ハレーロマンス」。
スーパー最強ナンバーワン伝説（2015年1月 - 2019年7月）
あらゆるジャンルのナンバーワンを決めてもらうコーナー。2018年末の放送では、「スーパー最強じゃないナンバーワンじゃない伝説」という変則コーナーが放送された。これは、作家がネタを選んでいる時に、明らかに「違う」と思った物だけを集めたものだった。
シングルバーナーでアヒージョ（2019年8月 - 2020年7月）
みんなに憧れられるような1ランク上のアウトドアについて書いてもらう。これは太一に「空前のキャンプブーム」が訪れており、コーナー名はその中で出てきたワードをつなげている。ところが、徐々にキャンプへの質問が増えたこと、また、太一いわく「スタッフが興味なさそう」などの理由から模様替えされた。
できなすぎ君（2019年4月 - 2020年7月）
気が小さくて、自分は本当は違うことをやりたいのにできないこと、できなかった経験を教えるコーナー。
説明川柳（2017年8月 - 2021年7月）
いろいろな物を五七五で説明するコーナー。内容が簡単であるためか、視聴者からの投稿数はかなり多めだという。
2017年の年末の放送では、過去に読んだ説明川柳の中から厳選し、クイズ形式で川柳を読んで太一がその物を当てるという逆バージョンのコーナーが放送された。司会進行は作家の永田で、3問以上当たると太一が景品を貰えるという特典付き。見事ゲットした。
2018年年末の放送でも、第二回「クイズ説明川柳」が1年ぶりに行われた。前年と比べ、こちらは新ネタを集めており、アウォーズの集計対象にもなっており、景品も無かった。
太一の45歳の誕生日直後の放送では「国分太一生誕45周年記念クイズ説明川柳」として半年ぶりに開催され、太一はまったく覚えておらず、新鮮な気持ちで取り組めたようである。
近未来研究所（2019年3月 - 2021年7月）
近い将来・未来、どんな世の中になっているのかを予想する。略称は「未来研」。
クイズ!知ってるはずなのに（2020年8月 - 2022年5月）
あれ?なんだっけ?・・・となるような、過去に太一が絶対聞いたことのある「流行」に関するクイズを送ってもらう。構成作家の永田いわく、「あくまで正解を導き出すのではなく、そこにたどり着くまでに太一を『あれ?なんだっけ?』とうならせてほしい」という。
現代若者ウォッチング（2021年8月 - 2022年5月）
太一に教えたい若者の流行を教えてもらうコーナー。
見事なおじさん（2018年4月 - 2022年5月）
どこからどう見ても、これはおじさんだという、見事なおじさんの習性を書いてきてもらうコーナー。
境界線判定協会（2019年8月 - 2022年7月）
よく考えると、そんなに差が無いが、「コレはいいが、コレはダメ」と、自分の中に境界線があるモノを教えてもらう。BGMはMr.Scruffの「Kalimba」。
クイズ、答えないで（2022年6月 - 2022年10月）
答えが分かるとすぐに答えちゃう癖のある太一に、なるべく答えない特訓をするコーナー。誰でも分かる超簡単なクイズを送るコーナー。
ツーバーナーでダッチオーブン（2020年8月 - 2022年10月)
「シングルバーナーでアヒージョ」のリニューアル版。キャンプ・アウトドアに関する質問を送ってもらう。
つまらない恋ですが（2022年11月 - 2023年8月）
どんなつまらない恋でも構わないので、過去の恋の話を書くコーナー。採用者全員にステッカーが送られる。略称は「つま恋」。
そこに問題アリ!（2005年9月 - 2023年8月）
社会に潜んでいるさまざまな問題点をズバッと指摘し、「そこに問題アリ!」の一言で締めた文章を考えてもらうコーナー。2008年末・2012年始には、番組への意見やクレームを募集する特別企画「Radio Boxに問題アリ!」が放送され、太一のみならず、作家やスタッフへのダメ出しも多かった。
ポケベルが通じなくて（2023年9月 - 2024年7月）
時代に取り残されてしまった自分に気付き、驚いた経験を募集する。例えば「ポケベルを知らない世代にマジでビックリした」など。このコーナーもChatGPTに考えてもらった。
ノットオンリー（- 2024年7月）
リスナーから送られてきたネタ（ジャンルは問わないが、替え歌系が多い）を勢いとテンションだけで紹介するコーナー。「このコーナーなら読まれそうだと思ったことを何でも書いて送ってきてください、ルールは特にありません」とされているが、少なくとも2009年以降は、替え歌のネタ以外放送されていない。開始当初は、文章や言葉を否定形にしたおかしな文を紹介するコーナーだった。
コーナーに使用のBGMはジブリアニメ『となりのトトロ』オープニング主題歌「さんぽ」をポップアレンジ化したもの。ただし、SEスタッフによる独自選定なので関連性は程遠い。
小さな冒険アドベンチャー（2024年8月 - 2025年4月）
マンネリの日常を抜け出すために、「こんなことをやってみてはどうですか」という提案。実際にやってみての結果まで書ける人は書いてみるコーナー。

## 特別企画
太一先生の曲はどれだ?クイズ（2005年）
「メントレGエンディングテーマプロジェクト」に連動して、エントリー曲5曲(TOKIOメンバーが一人一曲ずつ制作。)の中から太一が制作した曲を当てる。投稿の半数近くが正解だった。
国分太一の適当発言スペシャル（2006年1月）
太一の適当な発言やグダグダなエンディングトークをまとめ、クイズ形式で紹介。太一はほとんどの発言を覚えていなかった。
国分太一のガチで内緒でアイドル番組に投稿してみよう（2011年8月）
太一が山形県出身のネタ職人「レディオ・ガガ」となり、同じJFN『中山優馬 RADIO CATCH』のコーナーにネタを投稿する極秘プロジェクト。5～6通メールを送ったらしいが、2通採用され、そのうち1つはMVPを獲得し、絶賛された。
会社ぜ行こうへ（2011年12月）
「学校ぜ行こうへ」の特別版として社会人リスナーから、学生時代にやっておけば良かったと後悔していることを募集した。
緊急特別企画・そこでサプライズ（2012年6月）
リスナーからの要望に応えるため、太一の思いつきで行った企画。2012年9月、結婚を迎えるリスナーの彼氏と、自分の母の誕生日が式の日に近いので、二人に向けたサプライズを企画したいとの申し出から、名案が浮かばない太一が突如番組で、式の中でのサプライズを募集していた。そして、2012年11月の放送で、サプライズを実行したリスナーのお礼と報告が読まれた。
緊急特別企画・「世界からの普通のお便り」に変わる新コーナー名を考える会議（2016年5月）
日本全国から寄せられた「世界からの普通のお便り」という言い回しに違和感を感じたリスナーからのメール要望を受け、急きょ新コーナー名を考えることになった。いろいろな意見があった中、結局「世界からの普通のお便り」が一番しっくりくる、変えてほしくないという票が一番多かったという理由で、何も変わらなかった。
RadioBoxあるある（2022年1月）
この番組における国分太一と番組に関するあるあるを募集。「盛り上がったのでまたやりたいと思う」との発言があった。
プロレスネタ一筋 千の顔を持つ男スペシャル（2022年2月）
当時、ほぼ「ノットオンリー」のみに投稿していたネタ職人「千の顔を持つ男」。彼の功績を称えるとともに、太一の「直接話を聴いてみたい」という思いから生まれた特別企画。彼に電話を繋ぎ、ネタ作りについての話を聞いた。
浦島太郎わたしなりの解釈スペシャル（2023年4月）
「昔話の浦島太郎は、結局何の教訓を伝えたかった物語なのだろう?」という疑問を持った太一が、番組で問いかけたところ、多数の反響があったため「世界からの普通のお便り」の時間を丸々使い、浦島太郎関連のメールを紹介した。
一発逆転!国分太一の言い訳メドレー（2024年5月）
リスナーが、OpenAI社が開発した自然言語処理モデルのチャット生成AI ChatGPTに新コーナーを打診したところ、いくつかの候補を出してくれ、それを「世界からの普通のお便り」に送ったことに端を発し、一回だけお試しで行い、好評ならば継続していこうということになった。コーナーの内容としては、リスナーからの難しい質問や課題に対して、国分太一がおもしろおかしく言い訳をするコーナー、笑いを提供する一方で彼のユーモアも存分に楽しめる、ということだったが、ネタを2通紹介した時点で続行不可能を決定した。

## 過去に登場したゲスト
- 城島茂（TOKIO）（2001年11月）
- 相葉雅紀（嵐）（2005年7月）
- 榮倉奈々（2007年1月）
※当放送で榮倉奈々の機嫌を損ねたことはよく太一が語っている。
- 20th Century（2009年4月）
※正式なゲストではないが、たまたま通りかかったという理由でスタジオに乱入した。また、トニセンがパーソナリティーを務める当番組と同じくJFN系列で放送されている番組『S.I.N NEXT GENERATION』においても太一が突然番組に顔を出すなど、交流があった。
- ケンタロウ（2009年5月）
- 片桐舞子（MAY'S）（2009年9月）
- KAT-TUN（2011年5月）
- 田口淳之介（当時KAT-TUN）（2012年10月）
- 中山優馬（2013年10月）
- 岩本照（Snow Man）（2019年2月）（2020年2月）

## ネット局
2025年6月終了時点。放送時間の早い順から記載。
全局、「radiko」・「radiko.jpプレミアム」で聴取可能だった。

### 番組終了時点
| 放送対象地域   | 放送局名                                    | 放送時間                                        | 脚注         |
| -------------- | ------------------------------------------- | ----------------------------------------------- | ------------ |
| 三重県         | 三重エフエム放送（レディオキューブ FM三重） | 毎週金曜 19:00 - 19:55                          | [ 注 4 ]     |
| 青森県         | エフエム青森（AFB）                         | 毎週金曜 21:00 - 21:55                          | 基準放送時間 |
| 岩手県         | エフエム岩手（FM IWATE）                    | 毎週金曜 21:00 - 21:55                          | 基準放送時間 |
| 山形県         | エフエム山形（Rhythm Station）              | 毎週金曜 21:00 - 21:55                          | 基準放送時間 |
| 福島県         | エフエム福島（ふくしまFM）                  | 毎週金曜 21:00 - 21:55                          | 基準放送時間 |
| 長野県         | 長野エフエム放送（FM長野）                  | 毎週金曜 21:00 - 21:55                          | 基準放送時間 |
| 石川県         | エフエム石川（HELLO FIVE）                  | 毎週金曜 21:00 - 21:55                          | 基準放送時間 |
| 富山県         | 富山エフエム放送（FMとやま）                | 毎週金曜 21:00 - 21:55                          | 基準放送時間 |
| 福井県         | 福井エフエム放送（FM FUKUI）                | 毎週金曜 21:00 - 21:55                          | 基準放送時間 |
| 滋賀県         | エフエム滋賀（e-radio）                     | 毎週金曜 21:00 - 21:55                          | 基準放送時間 |
| 島根県・鳥取県 | エフエム山陰（V-air）                       | 毎週金曜 21:00 - 21:55                          | 基準放送時間 |
| 岡山県         | 岡山エフエム放送（FM OKAYAMA）              | 毎週金曜 21:00 - 21:55                          | 基準放送時間 |
| 山口県         | エフエム山口（FMY）                         | 毎週金曜 21:00 - 21:55                          | 基準放送時間 |
| 香川県         | エフエム香川（FM香川）                      | 毎週金曜 21:00 - 21:55                          | 基準放送時間 |
| 岐阜県         | エフエム岐阜（FM GIFU）                     | 毎週土曜 19:00 - 19:55                          | [ 注 15 ]    |
| 栃木県         | エフエム栃木（RADIO BERRY）                 | 毎週土曜 20:00 - 20:55                          |              |
| 広島県         | 広島エフエム放送（HFM）                     | 毎週土曜 20:00 - 20:55                          | [ 注 16 ]    |
| 高知県         | エフエム高知（Hi-Six）                      | 毎週土曜 20:00 - 20:55                          | [ 注 17 ]    |
| 群馬県         | エフエム群馬（FM GUNMA）                    | 毎週土曜 21:00 - 21:55                          | [ 注 18 ]    |
| 新潟県         | エフエムラジオ新潟（FM-NIIGATA）            | 毎週日曜 2:00 - 2:55 （土曜深夜 26:00 - 26:55） | [ 注 19 ]    |
| 兵庫県         | 兵庫エフエム放送（Kiss FM KOBE）            | 毎週日曜 3:00 - 3:55 （土曜深夜 27:00 - 27:55） | [ 注 20 ]    |
| 熊本県         | エフエム熊本（FMK）                         | 毎週日曜 21:00 - 21:55                          | [ 注 21 ]    |

### 過去
| 放送対象地域 | 放送局名                       | 脚注      |
| ------------ | ------------------------------ | --------- |
| 秋田県       | エフエム秋田（AFM）            | [ 注 22 ] |
| 静岡県       | 静岡エフエム放送（K-mix）      | [ 注 23 ] |
| 大阪府       | エフエム大阪（FM大阪）         | [ 注 24 ] |
| 徳島県       | エフエム徳島（FM TOKUSHIMA）   | [ 注 25 ] |
| 大分県       | エフエム大分（Air-Radio FM88） | [ 注 26 ] |
| 鹿児島県     | エフエム鹿児島（μFM）          | [ 注 27 ] |
| [ 注 28 ]    | InterFM897（interfm）          | [ 注 29 ] |
| 佐賀県       | エフエム佐賀（FMS）            | [ 注 30 ] |

## テーマ曲
- オープニング
  - SUICIDE SPORTS CAR「BOND GO」
- エンディング
  - TOKIO「GREEN」（ギターアレンジ）
- 各放送局でCMが付いていない地域で挿入される曲
  - Nino Nardini · Roger Roger「Spin Zone」